# Aldo Ino Ilešič
Aldo Ino Ilešič (Ptuj, 1 de setembre de 1984) és un ciclista eslovè, professional des del 2004. Actualment milita a l'equip estatunidenc de l'Astellas Cycling Team.

## Palmarès
- 2003
  - Vencedor d'una etapa a la Volta a Eslovènia
- 2004
  - Vencedor d'una etapa a l'Olympia's Tour
- 2006
  - Vencedor d'una etapa al Giro de les Regions
  - Vencedor d'una etapa a la Cursa de Solidarność i els Atletes Olímpics
- 2007
  - 1r al Gran Premi Šenčur
- 2008
  - 1r al Poreč Trophy
  - 1r a la Belgrad-Banja Luka I
- 2010
  - Vencedor de 3 etapes a la Volta al Marroc
  - Vencedor d'una etapa a la Volta a Mèxic
  - Vencedor de 3 etapes al Tour de Rio
- 2012
  - Vencedor d'una etapa a la Volta al llac Qinghai
  - Vencedor d'una etapa al Tour de Rio
  - Vencedor d'una etapa a la Volta a la Xina I
- 2015
  - 1r al Rochester Twilight Criterium